# Mary Morrissey
Mary Morrissey (Beaverton, Oregon, 1949) és una escriptora estatunidenca de l'American New Thought i una activista internacional per la pau. És l'escriptora de Building Your Field of Dreams, que explica la història de la seva vida. També és l'escriptora de No Less Than Greatness, un llibre sobre fer les paus. El 2002 va escriure el llibre New Thought: A Practical Spirituality. L'escriptor estatunidenc Wayne Dyer la va anomenar una de les professores més reflexives del nostre temps.
Activa des de jove en l'activisme internacional, Morrissey va fundar l'Associació Global New Thought el 1995 i en va ser la seva primera presidenta. El 1997 va treballar amb el net de Mohandas Gandhi, Arun Gandhi, en l'inici de l'organització internacional Season for Nonviolence. A partir gener de 2019, l'organització Season for Nonviolence es va celebrar a tot el món.

## Primers anys de vida
Als 16 anys era la vicepresidenta de la seva classe, però es va enamorar d'un universitari, es va quedar embarassada i la van expulsar de l'institut perquè no s'acceptava l'embaràs adolescent. Després de tenir el seu nadó, Morrissey va tenir una greu malaltia renal i li van dir que només li quedaven sis mesos de vida. Ella creia que era perquè de jove va tenir un nadó.

## Treball humanitari i activisme
Morrissey va ser professora, i el 1975, pastora. Va començar a parlar públicament en els camps de New Thought, sobre el creixement espiritual i la pau. Es va convertir en líder del grup New Thought i va ajudar a crear centres espirituals als Estats Units. Segons Wayne Dyer, va ser la seva humanitat la que va tocar a la gent.
Como feminista del feminisme estatunidenc de la segona onada dels anys setanta, Morrissey va treballar amb Barbara Marx Hubbard i Jean Houston per crear The Society for the Universal Human. Més tard va ser convidada a formar part del Consell de Lideratge, creat per Jack Canfield.
Morrissey va treballar amb el Dalai Lama en assumptes relacionats amb el grup de pau global. Va conèixer Nelson Mandela a Sud-àfrica i més tard va utilitzar els seus ensenyaments sobre la pau en la seva obra.
Com a activista per la pau internacional, ella i Arun Gandhi van iniciar Season for Nonviolence. Com a part del seu treball a Season for Nonviolence, se li va demanar a Morrissey que donés discursos per a les Nacions Unides, primer sobre l'acabament de la violència, i més tard sobre la necessitat d'una agenda de pau internacional. L'organització Season for Nonviolence ha crescut fins a ser ser ensenyada a nivell mundial. S'ensenyava a escoles i universitats. A partir de gener de 2019, Season for Nonviolence estava als sistemes educatius de tot el món.

## Problemes del Living Enrichment Center
Morrissey va ser la creadora del Living Enrichment Center a Oregon. El 2004 ella i el seu exmarit van fer públic que estaven endeutats. Això va ser la notícia i Mary va demanar perdó per portar als seus seguidors a arriscar-se amb els seus diners. Va acceptar pagar al govern més de 10 milions de dòlars per resoldre el problema del deute. Morrissey es va divorciar del seu marit i, durant els següents 14 anys, va treballar intensament per pagar el seu deute. Ho va pagar tot el 2018.

## Llibres

### Building Your Field of Dreams(1996)
Building Your Field of Dreams explica les dificultats de Morrissey com a mare adolescent. Publishers Weekly va qualificar el llibre de sincer (amable). El llibre va ser acceptat per la comunitat d'autodesenvolupament, amb Wayne Dyer escrivint que el llibre espurneja (brilla amb força) i l'autor Gay Hendricks va qualificar el llibre de font de saviesa espiritual (un lloc per obtenir coneixement). La revista Peninsula Daily News va qualificar el llibre de clàssic metafísic (un llibre meravellós). En el seu llibre The Art of Being, l'escriptor Dennis Merritt Jones escriu que Building Your Field of Dreams figurava entre les lectures recomanades per als lectors interessats en l'autodesenvolupament. L'escriptora Tess Keehn, en Alchemical Inheritance, escriu que Building Your Field of Dreams va ser important per ajudar-la a crear taulers de visió (somnis). L'escriptora Sage Bennet a Wisdom Walk va escriure que el llibre de Morrissey pot ajudar a aprendre sobre New Thought. La seva versió en castellà és coneguda en el camp de l'espiritualitat.

### No Less Than Greatness(2001) parella
Les relacions eren importants en els ensenyaments de Morrissey, parlant de personatges masculins i femenins. Al llarg dels anys, Morrissey va escriure articles per a diaris i revistes, escrivint sobre les relacions. En el seu llibre, No Less Than Greatness: Finding Perfect Love in Imperfect Relationships, Morrissey va escriure sobre la construcció de relacions (fer amics). El llibre es va ensenyar a tot el món. L'escriptor Gary Zukav va qualificar el llibre de pràctic i inspirador i l'escriptora Marianne Williamson va escriure que el llibre «hauria de ser l'amic de totes les parelles» (una guia per a parelles). Robert LaCrosse va escriure que No Less Than Greatness era un recurs recomanat al seu llibre Learning From Divorce. L'escriptor Dennis Jones va recomanar el llibre al seu llibre de 2008 The Art of Being.

### New Thought: A Practical Spirituality(2002)
Morrissey va utilitzar frases de la Bíblia en el seu ensenyament, així com el Talmud, el Tao Te Ching, Thoreau i altres. Amb la voluntat de mostrar el moviment New Thought d'una naturalesa senzilla, Morrissey va escriure el llibre New Thought: A Practical Spirituality. Publicat per Penguin l'any 2002, el llibre estava fet d'assajos breus de 40 líders del New Thought. El llibre va ser utilitzat per a treballs acadèmics: al llibre Alternative Psychotherapies Jean Mercer s'hi referia com un llibre clau per entendre el «compromís amb el món espiritual». Al llibre de Jones & Bartlett del 2009, Spirituality, Health, and Healing, els autors Young i Koopsen van escriure que el New Thought de Morrissey era important per entendre la diferència entre els moviments New Thought i New Age, i escrivien que New Thought no és New Age. Molts llibres de recerca, inclòs Oxford University Press' Gurus of Modern Yoga, escriuen que el llibre New Thought de Morrissey va ser un llibre important per ajudar a entendre el grup New Thought.

### Altres escrits
Amb els anys Morrissey va escriure articles per a diaris, revistes, i llibres. Va escriure per a la revista Success. Les frases extretes dels seus llibres es van publicar en revistes internacionals, així com en llibres. Els seus escrits estan escrits en llibres d'autoajuda, llibres d'ensenyaments cristians, llibres sobre drets, treballs, i felicitat. La sèrie Chicken Soup for the Soul de Simon & Schuster de vegades obre capítols amb les seves frases.
Com a professora, és respectada per haver inspirat l'escriptura de diversos llibres, com ara The Conscious Heart, The Art of Being, The Inspired Life, Small Pleasures, The Twelve Conditions of a Miracle, Healing From Depression, Positive Energy, Ninety Seconds to a Life You Love, To Hell and Back, i altres. La facilitat amb què Morrissey escrivia la va convertir, segons el llibre Handle With Prayer d'Alan Cohen, una de les ministres més respectades del moviment New Thought. Els seus ensenyaments van aparèixer en llibres de tot el món. És molt respectada a Rússia així com a l'Extrem Orient, amb els seus ensenyaments ensenyats a Indonèsia i a la Xina.

## Aparicions als mitjans
A la ràdio, Morrissey va utilitzar la difusió per marcar la diferència al món. Va gravar molts programes d'àudio, inclosos The Eleven Forgotten Laws amb Bob Proctor.
Va aparèixer en un especial de televisió de dues hores de PBS: Building Dreams, que es basava en el seu llibre Building Your Field of Dreams. Els seus programes eren a molts canals, incloses les estacions de televisió NBC. Al cinema, va ser una de les primeres defensores del cinema espiritual, i va aparèixer en documentals. El 2005 va aparèixer a The Moses Code. El 2007 va aparèixer a Living Luminaries. La pel·lícula figura entre els millors documentals espirituals produïts. El 2009 va participar en la pel·lícula Beyond the Secret, al costat de Les Brown. El 2010 va aparèixer a la pel·lícula Discover the Gift al costat del Dalai Lama. El mateix any també va aparèixer a la pel·lícula The Inner Weigh. El 2014 va aparèixer a Sacred Journey of the Heart que va guanyar la categoria de millor pel·lícula al Festival Internacional de Cinema de Medi Ambient, Salut i Cultura de 2014.
La seva xerrada TEDx del 2016, The Hidden Code For Transforming Dreams In Reality, va obtenir més d'un milió de visualitzacions a YouTube.

## Crítica
En el seu llibre, Shadow Medicine: The Placebo in Conventional and Alternative Therapies, John S. Haller adverteix que altres ensenyaments de la medicina, com el de Mary Morrissey, no s'han de veure com un substitut de la medicina habitual.